# Jack Kemp
Jack French Kemp (Los Angeles, 13 luglio 1935 – Bethesda, 2 maggio 2009) è stato un giocatore di football americano e politico statunitense.

## Biografia
Nel 1996 fu il candidato vicepresidente del Partito Repubblicano ma il ticket Dole-Kemp ottenne alle elezioni il 40,7% dei voti e venne sconfitto dal duo Clinton-Gore. Il 7 gennaio del 2009 annunciò alla stampa di essere ammalato di cancro, malattia che lo condusse alla morte il 2 maggio dello stesso anno.

## Palmarès

### Franchigia
- Campionati AFL : 2

Buffalo Bills: 1964, 1965

### Individuale
- MVP della AFL: 1

1965
- AFL All-Star: 7

1961–1966, 1969
- First-team All-AFL: 5

1960, 1961, 1963, 1965, 1966